# Bezirk Oberwart

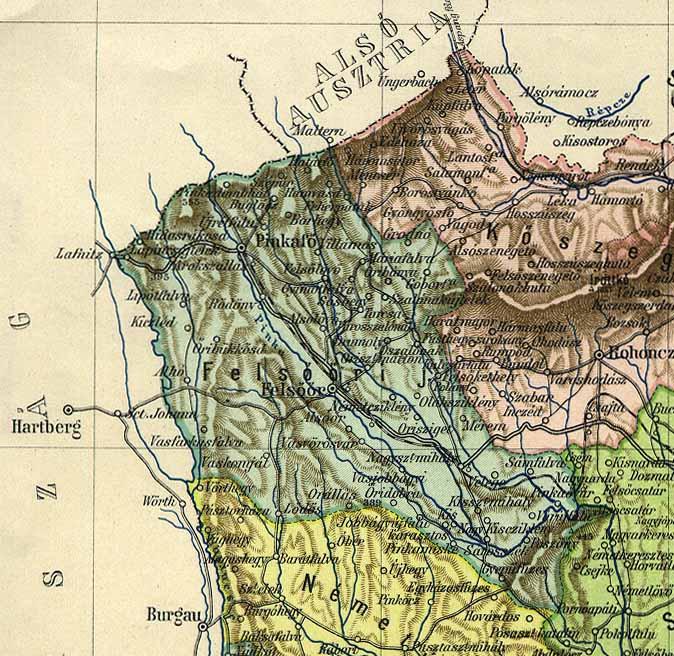
Der Stuhlbezirk Oberwart (Felsőőr) als Teil des ungarischen Komitats Eisenburg, 1910

Der Bezirk Oberwart (ungarisch Felsőőri járás, kroatisch Kotar Borta) ist ein politischer Bezirk im Süden des Burgenlandes in Österreich.
In der Region wechseln sich die Siedlungsgebiete mit evangelischer und katholischer Bevölkerung ab. Neben den Deutschösterreichern wohnen hier auch Burgenlandungarn, Burgenlandkroaten (in der sogenannten Vlahija, dem Wlachenland) und Burgenlandroma mit österreichischer Staatsbürgerschaft.
Vor 1921, dem Beitrittsjahr des Burgenlandes zu Österreich, gehörte der Bezirk zum ungarischen Komitat Eisenburg.
Mit 1. Juli 2022 wurde Peter Bubik Bezirkshauptmann. Frühere Bezirkshauptmänner waren unter anderem Alois Heiling, Hermann Sagmeister und Helmut Nemeth.

## Angehörige Gemeinden

Der Bezirk umfasst auf 732,58 km² 32 Gemeinden, darunter 3 Städte und 12 Marktgemeinden.
| Gemeinde                   | ungarisch         | kroatisch         | Lage | Ew    | km²   | Ew / km² | Gerichtsbezirk | Region | Typ             | Foto | Metadaten         |
| -------------------------- | ----------------- | ----------------- | ---- | ----- | ----- | -------- | -------------- | ------ | --------------- | ---- | ----------------- |
| Bad Tatzmannsdorf          | Tarcsafürdő       | Tarča             |      | 1.655 | 11,62 | 142      | Oberwart       |        | Gemeinde        | ja   | Gem.Kennz.: 10901 |
| Badersdorf                 | Pöszöny           | Pesem             |      | 290   | 8,64  | 34       | Oberwart       |        | Gemeinde        | ja   | Gem.Kennz.: 10931 |
| Bernstein                  | Borostyánkő       |                   |      | 2.140 | 38,99 | 55       | Oberwart       |        | Markt- gemeinde | ja   | Gem.Kennz.: 10902 |
| Deutsch Schützen-Eisenberg | Németlövő-Csejke  | Nimške Šice-Čjeka |      | 1.061 | 28,43 | 37       | Oberwart       |        | Gemeinde        | ja   | Gem.Kennz.: 10903 |
| Grafenschachen             | Árokszállás       |                   |      | 1.234 | 9,94  | 124      | Oberwart       |        | Gemeinde        | ja   | Gem.Kennz.: 10904 |
| Großpetersdorf             | Nagyszentmihály   | Veliki Petrštof   |      | 3.598 | 31,36 | 115      | Oberwart       |        | Markt- gemeinde | ja   | Gem.Kennz.: 10905 |
| Hannersdorf                | Sámfalva          | Šampovar          |      | 737   | 17,11 | 43       | Oberwart       |        | Gemeinde        | ja   | Gem.Kennz.: 10906 |
| Jabing                     | Vasjobbágyi       |                   |      | 729   | 7,78  | 94       | Oberwart       |        | Gemeinde        | ja   | Gem.Kennz.: 10930 |
| Kemeten                    | Vaskomját         |                   |      | 1.553 | 20,67 | 75       | Oberwart       |        | Gemeinde        | ja   | Gem.Kennz.: 10907 |
| Kohfidisch                 | Gyepűfüzes        | Fideš             |      | 1.445 | 31,34 | 46       | Oberwart       |        | Markt- gemeinde | ja   | Gem.Kennz.: 10908 |
| Litzelsdorf                | Lődös             | Licištrof         |      | 1.145 | 13,88 | 83       | Oberwart       |        | Markt- gemeinde | ja   | Gem.Kennz.: 10909 |
| Loipersdorf-Kitzladen      | Lipótfalva-Kicléd |                   |      | 1.368 | 15,88 | 86       | Oberwart       |        | Gemeinde        | ja   | Gem.Kennz.: 10910 |
| Mariasdorf                 | Máriafalva        |                   |      | 1.129 | 20,54 | 55       | Oberwart       |        | Markt- gemeinde | ja   | Gem.Kennz.: 10911 |
| Markt Allhau               | Alhó              | Oljhava           |      | 1.943 | 32,31 | 60       | Oberwart       |        | Markt- gemeinde | ja   | Gem.Kennz.: 10912 |
| Markt Neuhodis             | Városhodász       | Novi Hodas        |      | 670   | 19,95 | 34       | Oberwart       |        | Markt- gemeinde | ja   | Gem.Kennz.: 10913 |
| Mischendorf                | Pinkamiske        | Miška             |      | 1.466 | 26,18 | 56       | Oberwart       |        | Gemeinde        | ja   | Gem.Kennz.: 10914 |
| Neustift an der Lafnitz    | Lapincsújtelek    |                   |      | 829   | 3,50  | 237      | Oberwart       |        | Markt- gemeinde | ja   | Gem.Kennz.: 10929 |
| Oberdorf im Burgenland     | Őrállás           |                   |      | 984   | 9,24  | 106      | Oberwart       |        | Gemeinde        | ja   | Gem.Kennz.: 10915 |
| Oberschützen               | Felsőlövő         | Gornja Šica       |      | 2.487 | 44,39 | 56       | Oberwart       |        | Gemeinde        | ja   | Gem.Kennz.: 10916 |
| Oberwart                   | Felsőőr           | Gornja Borta      |      | 8.019 | 36,49 | 220      | Oberwart       |        | Stadt- gemeinde | ja   | Gem.Kennz.: 10917 |
| Pinkafeld                  | Pinkafő           | Pinkafelj         |      | 5.951 | 27,43 | 217      | Oberwart       |        | Stadt- gemeinde | ja   | Gem.Kennz.: 10918 |
| Rechnitz                   | Rohonc            | Rohunac           |      | 3.041 | 43,77 | 69       | Oberwart       |        | Markt- gemeinde | ja   | Gem.Kennz.: 10919 |
| Riedlingsdorf              | Rödöny            |                   |      | 1.669 | 16,13 | 103      | Oberwart       |        | Markt- gemeinde | ja   | Gem.Kennz.: 10920 |
| Rotenturm an der Pinka     | Vasvörösvár       | Verešvar          |      | 1.425 | 17,04 | 84       | Oberwart       |        | Markt- gemeinde | ja   | Gem.Kennz.: 10921 |
| Schachendorf               | Csajta            | Čajta             |      | 739   | 22,32 | 33       | Oberwart       |        | Gemeinde        | ja   | Gem.Kennz.: 10922 |
| Schandorf                  | Csém              | Čemba             |      | 329   | 11,26 | 29       | Oberwart       |        | Gemeinde        | ja   | Gem.Kennz.: 10932 |
| Stadtschlaining            | Városszalónak     | Solunak           |      | 2.012 | 42,07 | 48       | Oberwart       |        | Stadt- gemeinde | ja   | Gem.Kennz.: 10923 |
| Unterkohlstätten           | Alsószénégető     |                   |      | 982   | 29,14 | 34       | Oberwart       |        | Gemeinde        | ja   | Gem.Kennz.: 10924 |
| Unterwart                  | Alsóőr            | Dolnja Borta      |      | 1.001 | 20,22 | 50       | Oberwart       |        | Gemeinde        | ja   | Gem.Kennz.: 10925 |
| Weiden bei Rechnitz        | Bándoly           | Bandol            |      | 813   | 39,84 | 20       | Oberwart       |        | Gemeinde        | ja   | Gem.Kennz.: 10926 |
| Wiesfleck                  | Újrétfalu         |                   |      | 1.207 | 20,08 | 60       | Oberwart       |        | Gemeinde        | ja   | Gem.Kennz.: 10927 |
| Wolfau                     | Vasfarkasfalva    |                   |      | 1.528 | 15,02 | 102      | Oberwart       |        | Markt- gemeinde | ja   | Gem.Kennz.: 10928 |

### Gemeindeänderungen ab 1945
1. Jänner 1971
- Vereinigung der Gemeinden Bad Tatzmannsdorf, Jormannsdorf und Sulzriegel zur Gemeinde Bad Tatzmannsdorf
- Vereinigung der Gemeinden Bernstein, Dreihütten, Redlschlag, Rettenbach und Stuben zur Gemeinde Bernstein
- Vereinigung der Gemeinden Deutsch Schützen, Edlitz im Burgenland, Eisenberg an der Pinka, Höll und St. Kathrein im Burgenland zur Gemeinde Deutsch Schützen-Eisenberg
- Vereinigung der Gemeinden Grafenschachen, Kroisegg und Neustift an der Lafnitz zur Gemeinde Grafenschachen
- Vereinigung der Gemeinden Großpetersdorf, Jabing, Kleinpetersdorf, Kleinzicken, Miedlingsdorf und Welgersdorf zur Gemeinde Großpetersdorf
- Vereinigung der Gemeinden Burg, Hannersdorf und Woppendorf zur Gemeinde Hannersdorf
- Vereinigung der Gemeinden Badersdorf, Harmisch, Kirchfidisch und Kohfidisch zur Gemeinde Kohfidisch
- Vereinigung der Gemeinden Kitzladen und Loipersdorf im Burgenland zur Gemeinde Loipersdorf-Kitzladen
- Vereinigung der Gemeinden Bergwerk, Grodnau, Mariasdorf, Neustift bei Schlaining und Tauchen zur Gemeinde Mariasdorf
- Vereinigung der Gemeinden Buchschachen und Markt Allhau zur Gemeinde Markt Allhau
- Vereinigung der Gemeinden Althodis und Markt Neuhodis zur Gemeinde Markt Neuhodis
- Vereinigung der Gemeinden Großbachselten, Kleinbachselten, Kotezicken, Mischendorf, Neuhaus in der Wart und Rohrbach an der Teich zur Gemeinde Mischendorf
- Vereinigung der Gemeinden Aschau im Burgenland, Oberschützen, Schmiedrait, Unterschützen und Willersdorf zur Gemeinde Oberschützen
- Vereinigung der Gemeinden Oberwart und Sankt Martin in der Wart zur Gemeinde Oberwart
- Vereinigung der Gemeinden Hochart und Pinkafeld zur Gemeinde Pinkafeld
- Vereinigung der Gemeinden Rotenturm an der Pinka, Siget in der Wart und Spitzzicken zur Gemeinde Rotenturm an der Pinka
- Vereinigung der Gemeinden Dürnbach im Burgenland, Schachendorf und Schandorf zur Gemeinde Schachendorf
- Vereinigung der Gemeinden Altschlaining, Drumling, Goberling, Neumarkt im Tauchental und Stadtschlaining zur Gemeinde Stadtschlaining
- Vereinigung der Gemeinden Glashütten bei Schlaining, Günseck, Holzschlag, Oberkohlstätten und Unterkohlstätten zur Gemeinde Unterkohlstätten
- Vereinigung der Gemeinden Eisenzicken und Unterwart zur Gemeinde Unterwart
- Vereinigung der Gemeinden Allersdorf im Burgenland, Mönchmeierhof, Podgoria, Podler, Rauhriegel-Allersgraben, Rumpersdorf, Weiden bei Rechnitz und Zuberbach zur Gemeinde Weiden bei Rechnitz
- Vereinigung der Gemeinden Schönherrn, Schreibersdorf, Weinberg im Burgenland und Wiesfleck zur Gemeinde Wiesfleck

1. Jänner 1990
- Aufteilung der Gemeinde Grafenschachen auf die Gemeinden Grafenschachen und Neustift an der Lafnitz

1. Jänner 1992
- Aufteilung der Gemeinde Großpetersdorf auf die Gemeinden Großpetersdorf und Jabing

1. Jänner 1993
- Aufteilung der Gemeinde Kohfidisch auf die Gemeinden Badersdorf und Kohfidisch

1. Jänner 1996
- Aufteilung der Gemeinde Schachendorf auf die Gemeinden Schachendorf und Schandorf[3]